# 京昆高速动车组列车

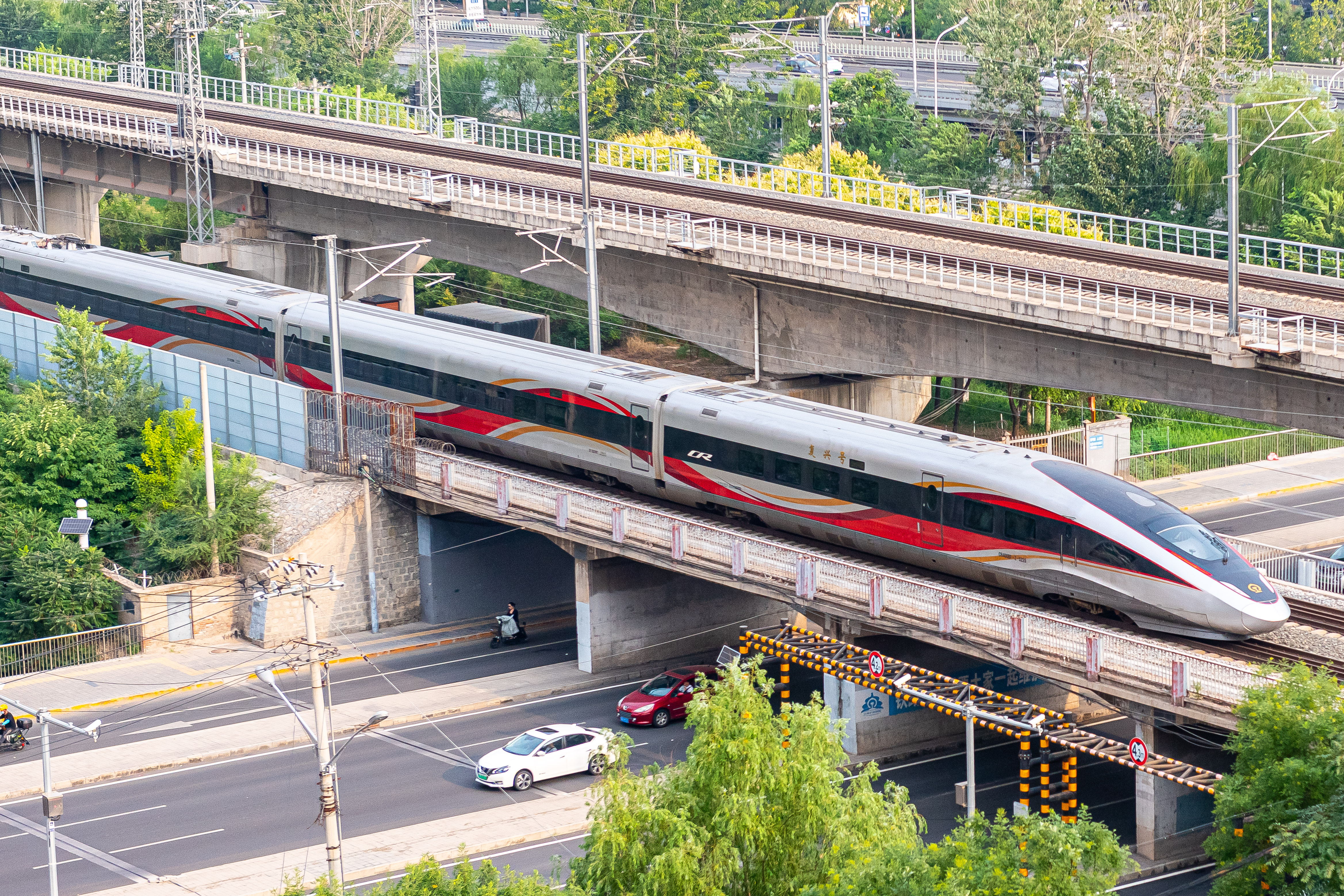
G71次列车行驶在北京莲玉桥（2024年6月）

京昆高速动车组列车是中国铁路运行于首都北京市北京西站至云南省省会昆明市昆明南站间的高速动车组列车，于2017年1月5日起开行，全程运行2760公里，途经北京市、河北省、河南省、湖北省、湖南省、贵州省、云南省六省一市。现每天开行2对列车，其中G75/76次列车客运乘务由北京局集团北京客运段担当，G401/402次列车由昆明局集团昆明客运段担当。
京昆高速动车组列车是中国乃至世界上运行里程最长的高铁列车，也打破了中国铁路最高单程票价的纪录（G71/72次全程商务座票价为人民币4018.5元，G401/402次全程商务座票价为人民币3822.5元）。

## 历史

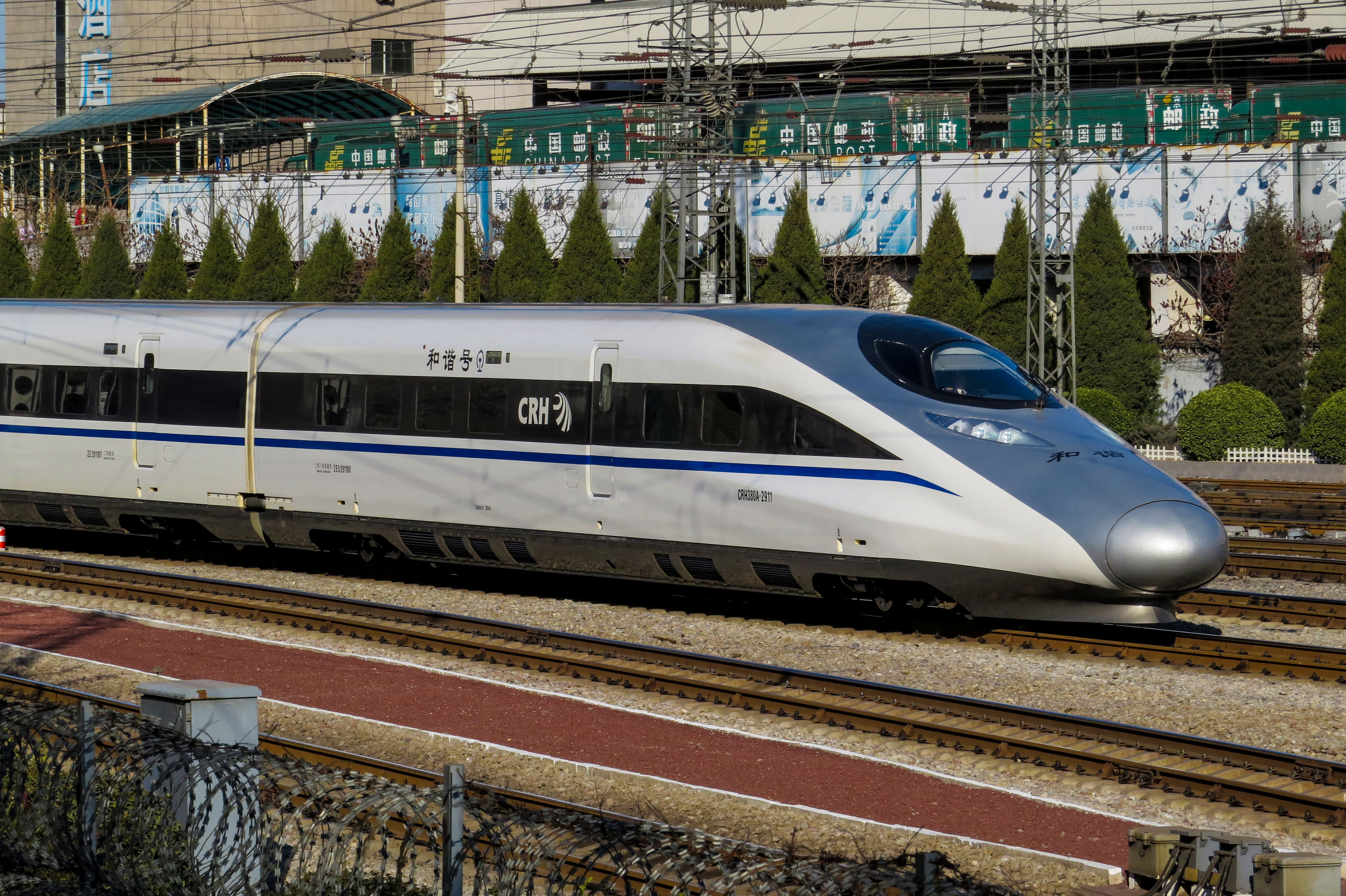
2017年2月，担当G405次列车的昆明局CRH380A回送至北京西站

2017年1月5日，配合沪昆客运专线贵阳北至昆明南段开通运营，全国铁路调整运行图，使得北京至昆明间首次开行2对高铁列车，且运行车次均为既有车次延伸区间后的车次。其中，原成都铁路局担当的北京西至贵阳北的G401/404次延长至昆明南，车次改为G403/404次；而原成都铁路局担当的北京西至郑州东的G1565/1566次延长至昆明南，车次改为G405/406次。北京到昆明的最快铁路运行时间，也由原来的约33小时，缩短至约12小时。该列车的车票于2016年12月26日开售，截至当晚6点，1月24日开行的两趟列车一等座已经售空，二等座也只剩两位数座票。
2017年1月5日，京昆高速动车组首班列车G403次驶出北京西站，成为北京西站首班发往昆明方向的高速动车组列车，开通当日的上座率达到95%，超过了510人。为了庆祝列车开通，乘务员们也换上了云南当地的民族服装为旅客服务，还在车厢里办起了联欢会、对歌、送礼物等活动。
另外，昆明铁路局也与云南省迪庆州合作，将G405/406次列车冠名为“世界的香格里拉号”高铁旅游文化列车，以此来传播迪庆香格里拉神韵。
2017年4月16日起，受全国铁路调整运行图影响，G403/404次列车调整停靠站点，沿途只经停省会城市站点，运行时间压缩2小时30分钟，实现单程10小时43分钟当日对开。调整后，G405/404次列车改为北京局担当，G403/406次则由昆明局担当。
2019年10月11日，原北京西-贵阳北G81/402次淡季延长至昆明南站。同年12月30日起，G81/402次实行全年“北京西-昆明南”区间运行。
2022年1月10日起，原北京西~昆明南G81/402次列车调整至吉首东站始发终到，车次调整为G481/480、G479/482次。
2022年6月20日，配合京广高铁北段运行图重排，京昆间高速动车组列车车次调整为为G71/72次和G401/402次。其中，G71/72次使用复兴号智能动车组，北京西至武汉段按照时速350公里标尺开行。
2025年1月5日，原G71/72次列车车次调整为G75/76次。

## 使用列车

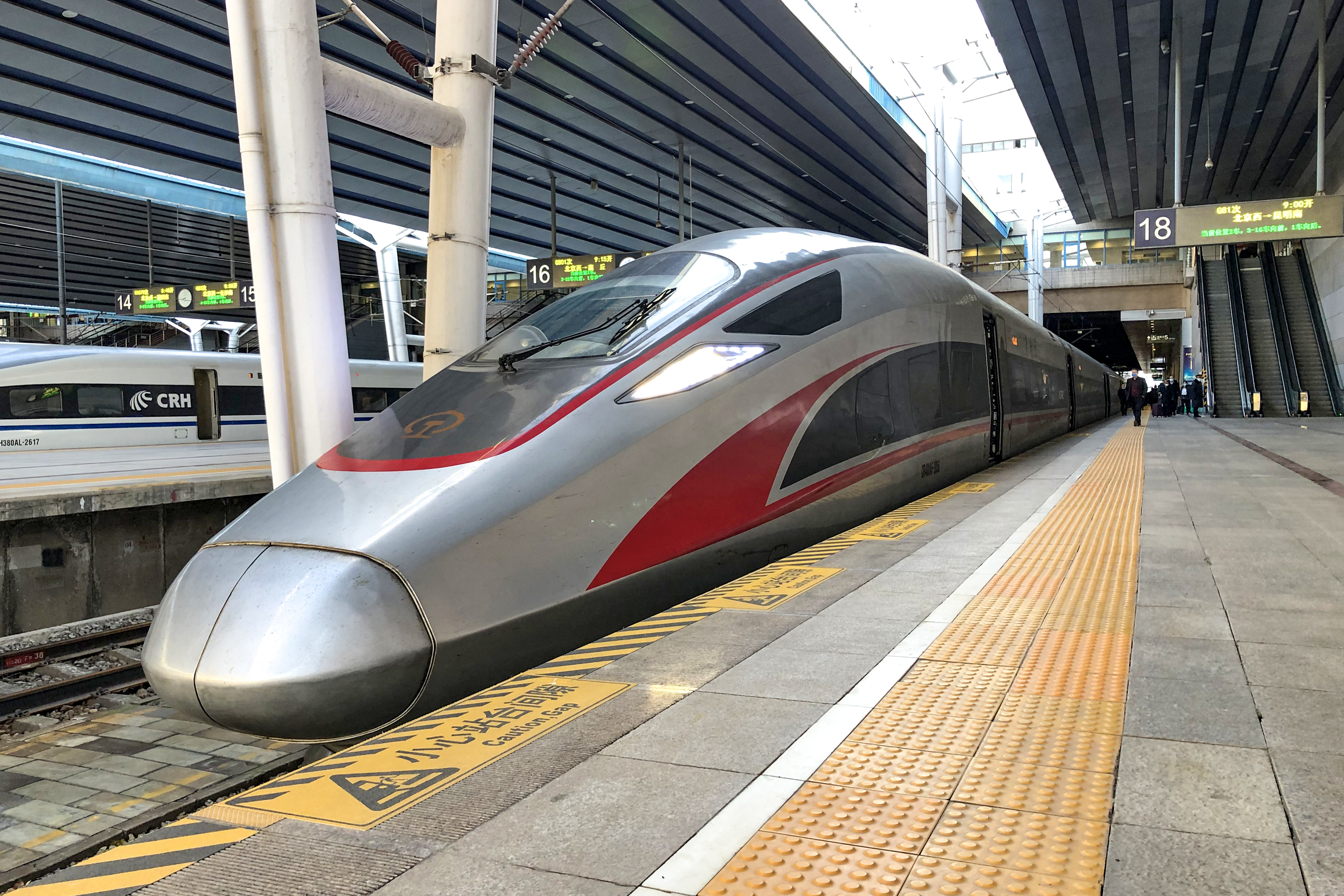
原G81次列车在北京西站18站台等待发车（2020年12月）

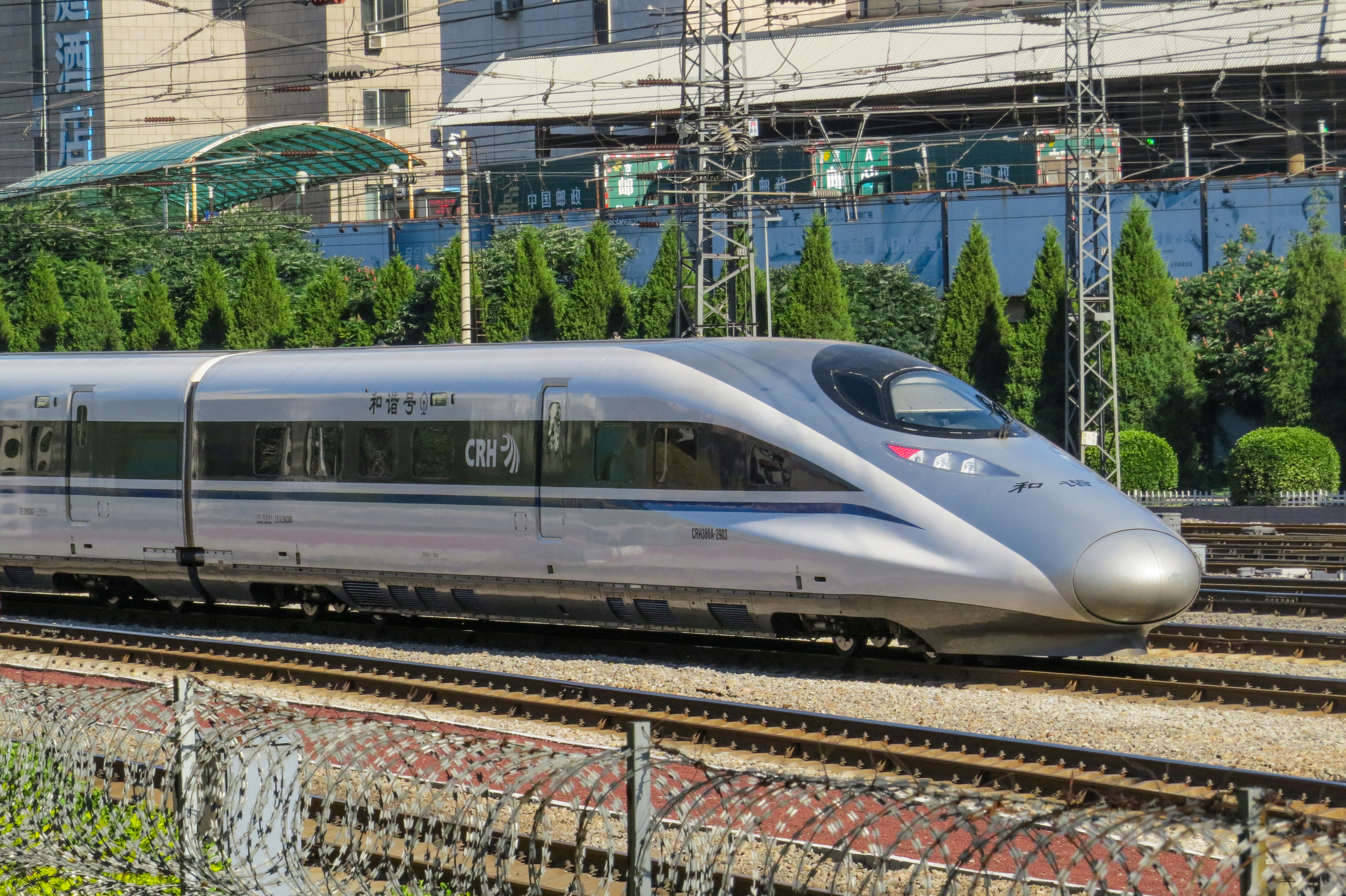
昆明局担当的原G403次列车驶出北京西站（2017年5月）

G75/76次列车使用配属北京局集团北京南动车运用所的CR400BF-S，重联运行；G401/402次列车使用配属昆明局集团昆明南动车运用所的CRH380A，重联运行。

## 司机值乘
由于每位高铁列车司机的工作时间不能超过4小时，因此列车会在郑州东、武汉、长沙南、怀化南、贵阳北更换司机，全程至少要4名司机接力才能完成开行任务。以原G405/406次列车为例，北京西—郑州东的乘务交路由郑州局司机担当，郑州东—武汉则由郑州局的另一司机担当，武汉—长沙南由武汉局司机担当，长沙南—怀化南由广州局司机担当，怀化南—贵阳北由成都局司机担当，贵阳北—昆明南由昆明局司机担当。

## 票价
以下票价为北京西~昆明南的全程票价。
- G75次：¥3822.5（商务座）、¥1983（一等座）、¥1214.5（二等座）
- G76次：¥4018.5（商务座）、¥2083（一等座）、¥1276.5（二等座）
- G401次：¥3822.5（商务座）、¥1876（一等座）、¥1147.5（二等座）
- G402次：¥3622.5（商务座）、¥1876（一等座）、¥1147.5（二等座）